# Halkbank Ankara (piłka siatkowa mężczyzn)
Halkbank Spor Kulübü Ankara – turecki męski klub siatkarski. Został założony w 1983 roku w Ankarze.

## Polacy w klubie
| Lata gry  | Imię i nazwisko              |
| --------- | ---------------------------- |
| 1992-1993 | Hubert Jerzy Wagner (trener) |
| 1991-1993 | Dariusz Stanicki             |
| 1992-?    | Robert Ratajczak             |
| 2005-2006 | Łukasz Żygadło               |
| 2007-2008 | Zbigniew Bartman             |
| 2010-2011 | Piotr Gruszka                |
| 2014-2015 | Marcin Możdżonek             |
| 2014-2016 | Michał Kubiak                |

## Sukcesy
Puchar Turcji:
- 1992, 1993, 1996, 2013, 2014, 2015, 2018, 2023[1], 2024[2]

Mistrzostwo Turcji:
- 1992, 1993, 1994, 1995, 1996, 2014, 2016, 2017, 2018, 2024[3]
- 1997, 2005, 2008, 2013, 2015, 2022[4], 2023[5]
- 2006, 2012

Superpuchar Turcji:
- 2013, 2014, 2015, 2018

Puchar CEV:
- 2013
- 2007

Liga Mistrzów:
- 2014

Puchar Challenge:
- 2022[6]

## Bilans sezon po sezonie
| 2008/2009 | 5. miejsce |                       | Puchar CEV       | 1/8 finału   |
| 2009/2010 | 5. miejsce |                       | Puchar Challenge | II runda     |
| 2010/2011 | 4. miejsce |                       |                  |              |
| 2011/2012 | 3. miejsce | 3. miejsce            | Puchar CEV       | ćwierćfinał  |
| 2012/2013 | 2. miejsce | 1. miejsce            | Puchar CEV       | 1. miejsce   |
| 2013/2014 | 1. miejsce | 1. miejsce            | Liga Mistrzów    | 2. miejsce   |
| 2014/2015 | 2. miejsce | 1. miejsce            | Liga Mistrzów    | 1/6 finału   |
| 2015/2016 | 1. miejsce |                       | Liga Mistrzów    | 1/6 finału   |
| 2016/2017 | 1. miejsce | 2. miejsce            | Liga Mistrzów    | faza grupowa |
| 2017/2018 | 1. miejsce | 1. miejsce            | Liga Mistrzów    | 1/12 finału  |
| 2018/2019 | 4. miejsce | półfinał              | Liga Mistrzów    | faza grupowa |
| 2019/2020 | —          | awans do ćwierćfinału | Liga Mistrzów    | faza grupowa |
| 2020/2021 | 5. miejsce | 2. miejsce            | Puchar Challenge | półfinał     |
| 2021/2022 | 2. miejsce | ćwierćfinał           | Puchar Challenge | 2. miejsce   |
| 2022/2023 | 2. miejsce | 1. miejsce            | Liga Mistrzów    | półfinał     |
| 2023/2024 | 1. miejsce | 1. miejsce            | Liga Mistrzów    | ćwierćfinał  |
| 2024/2025 | 8. miejsce | 2. miejsce            | Liga Mistrzów    | 4. miejsce   |

| Sezon     | Rozgrywki ligowe | Puchar Turcji | Europejskie puchary              | Europejskie puchary |
| Sezon     | Miejsce          | Puchar Turcji | Rozgrywki klubowe                | Moment odpadnięcia  |
| --------- | ---------------- | ------------- | -------------------------------- | ------------------- |
| 1989/1990 | 9. miejsce       |               |                                  |                     |
| 1990/1991 | 9. miejsce       |               |                                  |                     |
| 1991/1992 | 1. miejsce       | 1. miejsce    |                                  |                     |
| 1992/1993 | 1. miejsce       | 1. miejsce    | Puchar Europy Mistrzów Klubowych | III runda           |
| 1993/1994 | 1. miejsce       |               | Puchar Europy Mistrzów Klubowych | ćwierćfinał         |
| 1994/1995 | 1. miejsce       |               | Puchar Europy Mistrzów Klubowych | ćwierćfinał         |
| 1995/1996 | 1. miejsce       | 1. miejsce    | Puchar Europy Mistrzów Klubowych | faza grupowa        |
| 1996/1997 | 2. miejsce       | 2. miejsce    | Puchar Europy Mistrzów Klubowych | faza grupowa        |
| 1997/1998 | 12. miejsce      |               | Puchar Europy Zdobywców Pucharów | 2 runda             |
| 1998-2003 | brak danych      | brak danych   | brak danych                      | brak danych         |
| 2003/2004 | 4. miejsce       |               |                                  |                     |
| 2004/2005 | 2. miejsce       |               | Puchar CEV                       | ćwierćfinał         |
| 2005/2006 | 3. miejsce       |               | Puchar Top Teams                 | ćwierćfinał         |
| 2006/2007 | 4. miejsce       |               | Puchar CEV                       | 3. miejsce          |
| 2007/2008 | 2. miejsce       |               | Puchar Challenge                 | 1/8 finału          |

- w sezonie 2019/2020 rozgrywki przerwano z powodu rozprzestrzenia się koronawirusa w Turcji

Poziom rozgrywek:
     pierwszy, najwyższy ogólnokrajowy
     drugi
     trzeci
     czwarty
     piąty

## Trenerzy
| Sezon     | W klubie          | Imię i nazwisko |
| --------- | ----------------- | --------------- |
| 2007/2008 |                   | Jerzy Strumiło  |
| 2008/2009 | Martin Stoew      |                 |
| 2009/2010 | Flavio Gulinelli  |                 |
| 2010/2011 | Ümit Hızal        |                 |
| 2011/2012 | Ümit Hızal        | do 01.2012      |
| 2011/2012 | od 26.01.2012     | Veselin Vuković |
| 2012/2013 |                   | Veselin Vuković |
| 2013/2014 | Radostin Stojczew |                 |
| 2014/2015 | Lorenzo Bernardi  |                 |
| 2015/2016 | Lorenzo Bernardi  |                 |
| 2016/2017 | do 12.2016        | Camillo Placì   |
| 2016/2017 | od 02.01.2017     | Slobodan Kovač  |

| 2017/2018 |                  | Slobodan Kovač    |
| 2018/2019 | Alberto Giuliani |                   |
| 2019/2020 | Taner Atik       |                   |
| 2020/2021 | Taner Atik       |                   |
| 2021/2022 | Taner Atik       |                   |
| 2022/2023 | Taner Atik       |                   |
| 2023/2024 | Slobodan Kovač   |                   |
| 2024/2025 | do 05.04.2025    | Igor Kolaković    |
| 2024/2025 | od 07.04.2025    | Radostin Stojczew |
| 2025/2026 |                  | Radostin Stojczew |

## Kadra

### Sezon 2025/2026[10]
| Nr | Imię i nazwisko     | Data ur. | Wzrost | Pozycja      |
| -- | ------------------- | -------- | ------ | ------------ |
| 8  | Volkan Döne         | 1987     | 185    | libero       |
| 9  | Joandry Leal        | 1988     | 201    | przyjmujący  |
| 20 | Yunus Emre Tayaz    | 1998     | 206    | środkowy     |
|    | Brodie Hofer        | 2000     | 200    | przyjmujący  |
|    | Cwetan Sokołow      | 1989     | 205    | atakujący    |
|    | Aleksander Śliwka   | 1995     | 196    | przyjmujący  |
|    | Ulaş Kıyak          | 1981     | 187    | rozgrywający |
|    | Ahmet Samet Baltacı | 1999     | 206    | środkowy     |
|    | Ertugrul Gazi Metin | 1996     | 206    | środkowy     |

### Sezon 2024/2025
| Nr | Imię i nazwisko              | Data ur. | Wzrost | Pozycja      |
| -- | ---------------------------- | -------- | ------ | ------------ |
| 3  | Selcan Yüksel Bıdak          | 1994     | 203    | środkowy     |
| 4  | Deniz İvgen                  | 1998     | 185    | libero       |
| 5  | Mert Matıç                   | 1995     | 208    | środkowy     |
| 6  | Huseyin Batuhan Duman        | 1993     | 194    | rozgrywający |
| 7  | Mirza Lagumdzija             | 2001     | 207    | przyjmujący  |
| 8  | Volkan Döne                  | 1987     | 185    | libero       |
| 9  | Joandry Leal (od 08.01.2025) | 1988     | 201    | przyjmujący  |
| 10 | Tuna Uzunkol                 | 2004     | 205    | środkowy     |
| 11 | Dick Kooy                    | 1987     | 202    | przyjmujący  |
| 13 | Micah Maʻa                   | 1997     | 192    | rozgrywający |
| 16 | Berk Dilmenler               | 2004     | 203    | atakujący    |
| 17 | Marek Šotola                 | 1999     | 206    | atakujący    |
| 18 | İzzet Ünver                  | 1992     | 195    | przyjmujący  |
| 20 | Yunus Emre Tayaz             | 1998     | 206    | środkowy     |
| 23 | Yiğit Hamza Aslan            | 2005     | 203    | przyjmujący  |
| 28 | Oğulcan Yatgın               | 1997     | 202    | rozgrywający |

### Sezon 2023/2024
| Nr | Imię i nazwisko                   | Data ur. | Wzrost | Pozycja      |
| -- | --------------------------------- | -------- | ------ | ------------ |
| 1  | Aslan Ekşi                        | 1989     | 190    | rozgrywający |
| 2  | John Perrin                       | 1989     | 201    | przyjmujący  |
| 4  | Deniz İvgen                       | 1998     | 185    | libero       |
| 5  | Mert Matıç                        | 1995     | 208    | środkowy     |
| 7  | Yiğit Hamza Aslan (do 07.11.2023) | 2005     | 203    | przyjmujący  |
| 7  | Mirza Lagumdzija (od 03.11.2023)  | 2001     | 207    | przyjmujący  |
| 8  | Volkan Döne                       | 1987     | 185    | libero       |
| 9  | Earvin N’Gapeth                   | 1991     | 194    | przyjmujący  |
| 10 | Tuna Uzunkol                      | 2004     | 205    | środkowy     |
| 12 | İzzet Ünver                       | 1992     | 195    | przyjmujący  |
| 13 | Micah Maʻa                        | 1997     | 192    | rozgrywający |
| 14 | Nimir Abdel-Aziz                  | 1992     | 201    | atakujący    |
| 17 | Doğukan Ulu                       | 1995     | 201    | środkowy     |
| 19 | Serhat Coşkun                     | 1987     | 198    | atakujący    |
| 20 | Yunus Emre Tayaz                  | 1998     | 206    | środkowy     |
| 89 | Jay Blankenau (od 04.02.2024)     | 1989     | 194    | rozgrywający |

### Sezon 2022/2023
| Nr | Imię i nazwisko                 | Data ur. | Wzrost | Pozycja      |
| -- | ------------------------------- | -------- | ------ | ------------ |
| 1  | Aslan Ekşi                      | 1989     | 190    | rozgrywający |
| 4  | Deniz İvgen                     | 1998     | 185    | libero       |
| 5  | Mert Matıç                      | 1995     | 208    | środkowy     |
| 6  | Oğuzhan Doğruluk                | 1998     | 198    | przyjmujący  |
| 7  | Thomas Jaeschke (od 29.01.2023) | 1993     | 200    | przyjmujący  |
| 8  | Volkan Döne                     | 1987     | 185    | libero       |
| 9  | Serhat Coşkun                   | 1987     | 198    | atakujący    |
| 10 | Mustafa Koç                     | 1992     | 200    | środkowy     |
| 11 | Yiğit Gülmezoğlu                | 1995     | 194    | przyjmujący  |
| 13 | Micah Maʻa                      | 1997     | 192    | rozgrywający |
| 14 | Nimir Abdel-Aziz                | 1992     | 201    | atakujący    |
| 17 | Doğukan Ulu                     | 1995     | 201    | środkowy     |
| 20 | Yunus Emre Tayaz                | 1998     | 206    | środkowy     |
| 30 | Nicolas Bruno                   | 1989     | 187    | przyjmujący  |
| 99 | Yiğit Hamza Aslan               | 2005     | 203    | przyjmujący  |

### Sezon 2021/2022
| Nr | Imię i nazwisko                   | Data ur. | Wzrost | Pozycja      |
| -- | --------------------------------- | -------- | ------ | ------------ |
| 1  | Selçuk Keskin                     | 1982     | 193    | rozgrywający |
| 2  | Aslan Ekşi                        | 1989     | 190    | rozgrywający |
| 3  | Božidar Vučićević (od 09.10.2021) | 1998     | 205    | atakujący    |
| 4  | Graham Vigrass                    | 1989     | 205    | środkowy     |
| 5  | Caner Ergül                       | 1994     | 187    | libero       |
| 7  | Furkan Aydin                      | 1997     | 200    | środkowy     |
| 8  | Volkan Döne                       | 1987     | 185    | libero       |
| 9  | Abdullah Çam                      | 1997     | 197    | atakujący    |
| 10 | Nicolas Bruno                     | 1989     | 187    | przyjmujący  |
| 11 | Yiğit Gülmezoğlu                  | 1995     | 194    | przyjmujący  |
| 13 | Oğuzhan Karasu                    | 1995     | 203    | środkowy     |
| 17 | Oğuzhan Tarakçı                   | 1993     | 196    | atakujący    |
| 18 | Mustafa Koç                       | 1992     | 200    | środkowy     |
| 19 | Fernando Hernández Ramos          | 1989     | 196    | atakujący    |
| 20 | Efe Bayram                        | 2002     | 194    | przyjmujący  |

### Sezon 2020/2021
| Nr | Imię i nazwisko          | Data ur. | Wzrost | Pozycja      |
| -- | ------------------------ | -------- | ------ | ------------ |
| 1  | Aslan Ekşi               | 1989     | 190    | rozgrywający |
| 2  | Volkan Döne              | 1987     | 185    | libero       |
| 3  | Fatih Eren Uğur          | 1990     | 201    | środkowy     |
| 5  | Caner Ergül              | 1994     | 187    | libero       |
| 7  | Brett Walsh              | 1994     | 195    | rozgrywający |
| 8  | Gökhan Gökgöz            | 1993     | 200    | przyjmujący  |
| 9  | Hakkı Çapkınoğlu         | 1990     | 202    | środkowy     |
| 10 | Faik Samet Güneş         | 1993     | 203    | środkowy     |
| 11 | İbrahim Emet             | 1986     | 208    | środkowy     |
| 12 | Alexander Berger         | 1988     | 194    | przyjmujący  |
| 13 | Oğuzhan Karasu           | 1995     | 203    | środkowy     |
| 15 | Ediz Kaan Fırıncıoğlu    | 1993     | 202    | atakujący    |
| 19 | Fernando Hernández Ramos | 1989     | 196    | atakujący    |
| 20 | Efe Bayram               | 2002     | 194    | przyjmujący  |

### Sezon 2019/2020
| Nr | Imię i nazwisko              | Data ur. | Wzrost | Pozycja      |
| -- | ---------------------------- | -------- | ------ | ------------ |
| 1  | Abdullah Çam                 | 1997     | 200    | przyjmujący  |
| 2  | Furkan Aydın                 | 1997     | 200    | środkowy     |
| 4  | Volkan Döne                  | 1987     | 185    | libero       |
| 5  | Hasan Yeşilbudak             | 1984     | 190    | libero       |
| 6  | Tonček Štern (od 30.01.2020) | 1995     | 198    | atakujący    |
| 7  | Orçun Ergün                  | 1992     | 195    | rozgrywający |
| 8  | Gökhan Gökgöz                | 1993     | 200    | przyjmujący  |
| 9  | Hakkı Çapkınoğlu             | 1990     | 202    | środkowy     |
| 10 | Faik Samet Güneş             | 1993     | 203    | środkowy     |
| 11 | İbrahim Emet                 | 1986     | 208    | środkowy     |
| 12 | Georgi Seganow               | 1993     | 198    | rozgrywający |
| 15 | Metin Toy                    | 1994     | 202    | atakujący    |
| 17 | Rifat Kantarcioglu           | 1997     | 194    | przyjmujący  |
| 18 | Dmitrii Bahov                | 1990     | 197    | przyjmujący  |

### Sezon 2018/2019
| Nr | Imię i nazwisko    | Data ur. | Wzrost | Pozycja      |
| -- | ------------------ | -------- | ------ | ------------ |
| 1  | Michele Baranowicz | 1989     | 196    | rozgrywający |
| 2  | Furkan Aydın       | 1997     | 200    | środkowy     |
| 3  | Dražen Luburić     | 1993     | 202    | atakujący    |
| 4  | Alperay Demirciler | 1993     | 178    | libero       |
| 5  | Hasan Yeşilbudak   | 1984     | 190    | libero       |
| 6  | Abdullah Çam       | 1997     | 200    | przyjmujący  |
| 7  | Vefa Yılmaz        | 1982     | 190    | rozgrywający |
| 8  | Burutay Subaşı     | 1990     | 197    | przyjmujący  |
| 9  | Hakkı Çapkınoğlu   | 1990     | 202    | środkowy     |
| 10 | Arslan Ekşi        | 1985     | 199    | rozgrywający |
| 11 | Yiğit Yıldız       | 1999     | 200    | środkowy     |
| 12 | Kemal Kayhan       | 1983     | 200    | środkowy     |
| 14 | Faik Samet Güneş   | 1993     | 203    | środkowy     |
| 15 | Alen Šket          | 1988     | 204    | przyjmujący  |
| 16 | Guillaume Quesque  | 1989     | 203    | przyjmujący  |

### Sezon 2017/2018
| Nr | Imię i nazwisko            | Data ur. | Wzrost | Pozycja      |
| -- | -------------------------- | -------- | ------ | ------------ |
| 1  | Mustafa Oğuz Ramazanoğlu   | 1979     | 189    | rozgrywający |
| 2  | Furkan Aydın               | 1997     | 200    | środkowy     |
| 3  | Ersin Durgut               | 1982     | 208    | atakujący    |
| 4  | Nemanja Petrić             | 1987     | 205    | przyjmujący  |
| 5  | Hasan Yeşilbudak           | 1984     | 190    | libero       |
| 6  | Abdullah Çam               | 1997     | 200    | przyjmujący  |
| 7  | Lucas Lóh                  | 1991     | 195    | przyjmujący  |
| 8  | Burutay Subaşı             | 1990     | 197    | przyjmujący  |
| 9  | Hakkı Çapkınoğlu           | 1990     | 202    | środkowy     |
| 10 | Emre Batur                 | 1988     | 202    | środkowy     |
| 11 | Faik Samet Güneş           | 1993     | 203    | środkowy     |
| 12 | Alperay Demirciler         | 1993     | 178    | libero       |
| 14 | Raydel Hierrezuelo Aguirre | 1987     | 196    | rozgrywający |
| 15 | Welizar Czernokożew        | 1995     | 212    | atakujący    |
| 19 | Fernando Hernández Ramos   | 1989     | 196    | atakujący    |

### Sezon 2016/2017
| Nr | Imię i nazwisko                   | Data ur. | Wzrost | Pozycja      |
| -- | --------------------------------- | -------- | ------ | ------------ |
| 1  | Burutay Subaşı                    | 1990     | 197    | przyjmujący  |
| 2  | Mustafa Oğuz Ramazanoğlu          | 1979     | 189    | rozgrywający |
| 3  | Faik Samet Güneş                  | 1993     | 203    | środkowy     |
| 5  | Hasan Yeşilbudak                  | 1984     | 190    | libero       |
| 6  | Kemal Kayhan                      | 1983     | 200    | środkowy     |
| 7  | Olieg Achrem                      | 1983     | 195    | przyjmujący  |
| 8  | Demián González (do 11.2016)      | 1983     | 192    | rozgrywający |
| 9  | Mohammed Al Hachdadi (do 12.2016) | 1991     | 198    | atakujący    |
| 9  | Dejan Vinčić (od 03.01.2017)      | 1986     | 202    | rozgrywający |
| 10 | Emre Batur                        | 1988     | 202    | środkowy     |
| 11 | Dick Kooy                         | 1987     | 202    | przyjmujący  |
| 12 | Luiz Felipe Fonteles              | 1984     | 198    | przyjmujący  |
| 14 | Ivan Miljković                    | 1979     | 206    | atakujący    |
| 15 | Resul Tekeli                      | 1986     | 202    | środkowy     |
| 16 | Abdullah Çam                      | 1997     | 200    | przyjmujący  |
| 17 | Caner Dengin                      | 1987     | 188    | libero       |

### Sezon 2015/2016
| Nr | Imię i nazwisko  | Data ur. | Wzrost | Pozycja            |
| -- | ---------------- | -------- | ------ | ------------------ |
| 1  | Ulaş Kıyak       | 1981     | 187    | rozgrywający       |
| 3  | Faik Samet Güneş | 1993     | 203    | środkowy           |
| 4  | Dragan Travica   | 1986     | 200    | rozgrywający       |
| 5  | Hasan Yeşilbudak | 1984     | 190    | libero             |
| 6  | Kemal Kayhan     | 1983     | 200    | środkowy           |
| 8  | Burutay Subaşı   | 1990     | 197    | przyjmujący        |
| 9  | Dick Kooy        | 1987     | 202    | przyjmujący        |
| 10 | Emre Batur       | 1988     | 202    | środkowy           |
| 11 | Cwetan Sokołow   | 1989     | 207    | atakujący          |
| 13 | Michał Kubiak    | 1988     | 194    | przyjmujący        |
| 14 | Kévin Le Roux    | 1989     | 209    | środkowy/atakujący |
| 15 | Resul Tekeli     | 1986     | 202    | środkowy           |
| 16 | Abdullah Çam     | 1997     | 200    | przyjmujący        |
| 17 | Caner Çiçekoğlu  | 1985     | 190    | rozgrywający       |

### Sezon 2014/2015
| Nr | Imię i nazwisko   | Data ur. | Wzrost | Pozycja      |
| -- | ----------------- | -------- | ------ | ------------ |
| 1  | Ulaş Kıyak        | 1981     | 187    | rozgrywający |
| 2  | Gökhan Çatal      | 1990     | 190    | rozgrywający |
| 3  | Faik Samet Güneş  | 1993     | 203    | środkowy     |
| 4  | Caglar Aksoylu    | 1990     | 197    | przyjmujący  |
| 5  | Osmany Juantorena | 1985     | 201    | przyjmujący  |
| 6  | Abdullah Çam      | 1997     | 200    | przyjmujący  |
| 7  | Can Ayvazoğlu     | 1979     | 190    | przyjmujący  |
| 8  | Burutay Subaşı    | 1990     | 197    | przyjmujący  |
| 10 | Emre Batur        | 1988     | 202    | środkowy     |
| 11 | Cwetan Sokołow    | 1989     | 207    | atakujący    |
| 12 | Mikko Esko        | 1978     | 198    | rozgrywający |
| 13 | Michał Kubiak     | 1988     | 194    | przyjmujący  |
| 14 | Nuri Şahin        | 1980     | 195    | libero       |
| 15 | Resul Tekeli      | 1986     | 202    | środkowy     |
| 17 | Marcin Możdżonek  | 1985     | 212    | środkowy     |

### Sezon 2013/2014
| Nr | Imię i nazwisko            | Data ur. | Wzrost | Pozycja      |
| -- | -------------------------- | -------- | ------ | ------------ |
| 1  | Matej Kazijski             | 1984     | 202    | przyjmujący  |
| 2  | Vefa Yılmaz                | 1982     | 190    | rozgrywający |
| 3  | Sabit Karaağaç             | 1987     | 202    | środkowy     |
| 4  | Kerem Yaşar                | 1992     | 192    | libero       |
| 5  | Osmany Juantorena          | 1985     | 201    | przyjmujący  |
| 6  | Can Ayvazoğlu              | 1979     | 190    | przyjmujący  |
| 7  | Raphael Vieira de Oliveira | 1979     | 190    | rozgrywający |
| 8  | Burutay Subaşı             | 1990     | 197    | przyjmujący  |
| 10 | Emre Batur                 | 1988     | 202    | środkowy     |
| 11 | Hüseyin Koç                | 1979     | 197    | rozgrywający |
| 12 | Mitar Dzurits              | 1989     | 211    | atakujący    |
| 13 | Mauricio de Souza          | 1988     | 209    | środkowy     |
| 14 | Nuri Şahin                 | 1980     | 195    | libero       |
| 15 | Resul Tekeli               | 1986     | 202    | środkowy     |

### Sezon 2012/2013
| Nr | Imię i nazwisko     | Data ur. | Wzrost | Pozycja      |
| -- | ------------------- | -------- | ------ | ------------ |
| 1  | Aslan Ekşi          | 1989     | 195    | rozgrywający |
| 2  | Faik Samet Güneş    | 1993     | 203    | środkowy     |
| 3  | Sabit Karaağaç      | 1987     | 202    | środkowy     |
| 4  | Ahmed Salah         | 1984     | 197    | atakujący    |
| 5  | Nuri Şahin          | 1980     | 195    | libero       |
| 6  | Halil Ibrahim Yücel | 1989     | 195    | atakujący    |
| 7  | Can Ayvazoğlu       | 1979     | 190    | przyjmujący  |
| 8  | William Priddy      | 1977     | 193    | przyjmujący  |
| 9  | Serhat Coşkun       | 1987     | 198    | atakujący    |
| 10 | Emre Batur          | 1988     | 202    | środkowy     |
| 11 | Hüseyin Koç         | 1979     | 197    | rozgrywający |
| 14 | Luis Díaz           | 1983     | 205    | przyjmujący  |
| 15 | Resul Tekeli        | 1986     | 202    | środkowy     |